# Institut de formation en éducation physique et sportive d'Angers
 (décembre 2015).
L'Institut de formation en éducation physique et sportive d'Angers (IFEPSA), association loi de 1901 et institut d’enseignement supérieur associé au réseau Université catholique de l'Ouest, propose aux jeunes passionnés par les pratiques physiques et sportives, des formations STAPS.

## Secteurs d’activités
- Professeur d’Éducation physique et sportive,
- Professeur des Écoles,
- Métiers de l’animation,
- Métiers de la fonction territoriale,
- Métiers du sport et de l’entraînement,
- Métiers liés aux activités physiques adaptées,
- Métiers liés au vieillissement,
- Métiers du management (événements, organisations, structures),
- Métiers de la forme, de la remise en forme,
- Métiers du tourisme sportif.

## Histoire
- 1964, Création du Centre féminin d'éducation physique et sportive. Sous l'égide de la Congrégation des Sœurs de saint Charles d'Angers, de Mme Drony, sa présidente, et de Francis Grandiere, son premier directeur. Son but était former des Enseignantes d’Éducation Physique et Sportive pour l'Enseignement Catholique.
- 1972, L'institut devient un établissement associé à l'Université Catholique de l'Ouest, avec obligation de préparer dès que possible les diplômes d’État.
- 1974, La dernière promotion de "Maître" entrait à l'institut. En effet, une nouvelle loi appliquait les dispositions générales de l'Enseignement Supérieur à l’Éducation Physique et Sportive.
- 1975, Naissance des études STAPS (Sciences et Techniques des Activités Physiques et Sportives), qui met enfin l’Éducation Physique sur un pied d'égalité avec les autres disciplines. Pour la validation des examens universitaires, l'institut obtient la mise en place de Jurys Ministériels. Cette formule laisse à l'institut le choix de ses programmes, à condition qu'ils soient homologués par le Rectorat d'Académie et qu'ils s'inscrivent dans le cadre des textes officiels. Les diplômes ainsi délivrés sont des Diplômes Nationaux.
- 1977, l'Institut Féminin, devient mixte en ouvrant ses portes aux jeunes gens, qui ne seront d'ailleurs que trois à y entrer cette année-là. Cette ouverture entraîne un changement de titre. La dénomination actuelle "Institut de Formation en Éducation Physique et Sportive d'Angers" est alors adoptée. L'Institut accueille désormais les jeunes gens et jeunes filles, et il assure les formations à l'ensemble des métiers du sport.
- 1982, premières maîtrises STAPS
- 1985, première préparation au CAPEPS
- 1995, première préparation au CAFEP
- 1997, Construction en partenariat avec la Mairie des Ponts de Cé d'un complexe sportif "Athlétis".
- 1998, Construction aux Ponts de Cé de locaux administratifs et d'enseignement. Nomination d'un nouveau Directeur, Philipe Mathe
- 2005, Extension des locaux d'enseignement.
- 2006, Mise en œuvre du LMD (Licence Master Doctorat). Membre de la Conférence des Directeurs STAPS. Institut missionné de l'enseignement catholique.
- 2007, Membre du Conseil National de la Formation en EPS. Membre du Conseil Scientifique de l'Agence de l’Éducation par le Sport.
- 2008, Création de l'APCoSS - Département de recherche et d'études de l'IFEPSA.